# Filtr (informatika)
Filtr je v informatice označení pro počítačový program, který zpracovává datový proud. V unixových operačních systémech je používání filtrů běžné (např. Linux), je hojně využíváno a většina programů je naprogramována tak, aby své použití jako filtr umožňovala. V systémech Microsoft Windows doznaly filtry mnoha vylepšení v porovnání s jejich předchůdcem MS-DOS, ale přesto není v některých případech možné filtry použít.

## Princip činnosti
Filtr je počítačový program, který obvykle čte data ze standardního vstupu a po zpracování výsledek zapisuje na standardní výstup. Při zpracování je datový proud konkrétním způsobem měněn. Může se jednat o kompresi, dekompresi, změnu textu, zpracování maker a podobně.
Filtr je někdy používán spolu s přesměrováním standardního vstupu (znak "<") a výstupu (znak ">").
Často je filtr spojován s ostatními programy pomocí kolon (znak "|"), kdy je standardní výstup příkazu před znakem kolony (trubky) přesměrován do standardního vstupu příkazu uvedeného za znakem kolony.

## Příklady použití
Příklady pro použití na příkazovém řádku v operačním systému Unix:
```
find /tmp -type d > adresare.txt
grep bash /etc/passwd | less
```

Příklady pro použití v prostředí příkazovém řádku v operačním systému Microsoft Windows:
```
dir > vypis.txt
ipconfig /all | more
```

## Použití v grafickém uživatelském rozhraní
V grafickém uživatelském prostředí ztrácejí filtry význam, protože neexistuje jednoduchá metoda, jak programy propojovat do kolon nebo využívat přesměrování. Některé grafické programy ukládají svůj chybový výstup do speciálních souborů, aby umožnili uživateli snadnější ladění. Některá grafická prostředí jsou nastavena tak, aby všechna chybová hlášení od spuštěných grafických programů končila v určitém textovém souboru (v unixových systémech soubor ~/.xsession-errors). Některé filtry mohou mít grafické rozhraní, pomocí kterého lze snadněji nastavit, co se s procházejícími daty má udělat.
V programu Excel existuje funkce AutoFilter, která filtruje ze seznamu nepotřebná data.